# 우두항 (완도군)
우두항은 전라남도 완도군 약산면 우두리에 있는 어항이다. 1991년 4월 30일 지방어항으로 지정하여 관리하고 있다. 시설관리자는 완도군수이다.

## 어항 시설
- 선착장 200m, 방파제 2개소 183m

## 주요 어종
- 도미, 문어, 장어